# Pseudophorellia stonei
Pseudophorellia stonei är en tvåvingeart som beskrevs av Lima 1953. Pseudophorellia stonei ingår i släktet Pseudophorellia och familjen borrflugor.
Artens utbredningsområde är Panama. Inga underarter finns listade i Catalogue of Life.